# Squadro agrimensorio

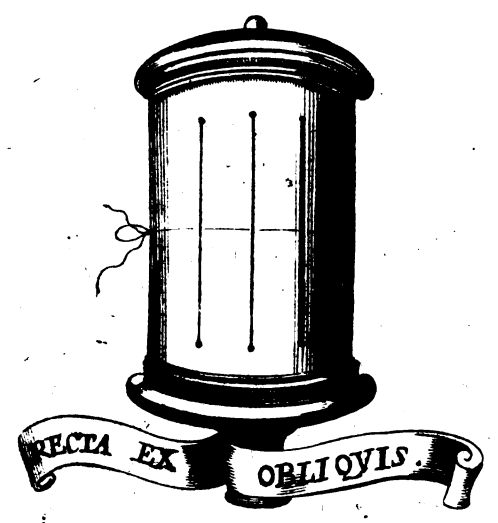
Illustrazione di uno squadro agrimensorio tratta dal trattato Dello squadro (1638) di Muzio Oddi, la didascalia recita: "Recta ex obliquis."

Lo squadro agrimensorio è uno strumento usato in topografia costituito da una scatola, generalmente di forma cilindrica, ottagonale o sferica, dotata alla base di un manicotto che serve per fissare lo strumento a una palina o a un treppiede. Questo strumento permette l'individuazione di linee sul terreno perpendicolari tra loro o formanti un angolo di 45°. Deriva dalla groma, una coppia di aste alla cui estremità erano legati quattro fili a piombo ed era fissato a terra.
Sulla superficie dello squadro sono presenti otto fessure, disposte in direzioni opposte tra loro e formanti un angolo di 45°, entro le quali si possono traguardare i segnali in modo da eseguire allineamenti perpendicolari tra loro.
Lo squadro può anche essere graduato. In questo caso è costituito da due scatole cilindriche coassiali; quella inferiore riporta un cerchio graduato e quella superiore una tacca di riferimento. In questo modo è possibile misurare (con scarse precisioni) l'angolo formato tra due direzioni.

## Condizioni di rettifica
Affinché lo squadro sia in condizioni di rettifica, devono essere verificate contemporaneamente tre condizioni di esattezza:
- ogni coppia di fenditure deve definire un piano verticale;
- ogni piano verticale deve passare per il centro;
- gli angoli tra i piani devono essere tali.

### Verifica della 1ª condizione
Guardando attraverso le fenditure, esse devono risultare parallele e verticali.

### Verifica della 2ª condizione
Si colloca una palina puntandola con lo strumento; poi, se ruotando lo squadro di π (180°) la palina si vede dalla fenditura, la condizione è verificata.

### Verifica della 3ª condizione
Si collocano quattro paline e, da una fenditura qualunque, si ruota lo squadro fino alla fenditura successiva; se lo strumento ha ruotato di ½π (90°), la condizione è verificata.